# Konstrakta
Ana Đurić, nascida como Ana Ignjatović - Cirílico sérvio: Ана Ђурић, nascida Игњатовић, conhecida artisticamente como Konstrakta - Cirílico sérvio: Констракта - (Belgrado, 18 de outubro de 1978), é uma cantautora sérvia. Ela representou a Sérvia no Festival Eurovisão da Canção 2022, na qual ficou na 5.º posição. Antes de seguir carreira solo em 2019, Konstrakta ganhou destaque como vocalista da banda indie pop Zemlja gruva!, que foi fundada em 2007.

## Discografia

### Singles
- "Žvake" (2019)
- "Neam šamana" (2020)
- "In Corpore Sano" (2022)